# بيل 429
بيل 429 (بالإنجليزية: Bell 429)‏ هليكوبتر خفيفة طورت من قبل بيل هليكوبتر وكوريا للصناعات الفضائية اعتمادا على بيل 427.
أول رحلة لبيل 429 كانت في 27 فبراير 2007 وحصل بيل على شهادة نوع في 1 يوليو 2009 .بيل 429 قادرة على حيازة طيار واحد .كلفت بيل429 حوالي 5 ملايين دولار في بداية 2010

## تطورها
يرجع تطور بيل429 لسبب الاساسي الخدمات الصناعة الطبية في حالات الطوارئ، والتي كانت تبحث عن طائرة هليكوبتر مما جعل هناكمنافسة بين بيل 429 و بيل 427 الموجودة اساسا في السوق لتلبية الاحتياجات والاستعجالات الطبية